# 日英・英日翻訳国際会議
日英・英日翻訳国際会議（にちえいえいにちほんやくこくさいかいぎ、通称 IJET）は、日本語と英語を専門とする翻訳者及び通訳者の会合であり、日本翻訳者協会の主催により毎年開催される。
1990年に箱根で初めて開催されて以来、偶数年は日本で、奇数年は英語圏の国でと交互に開催されている。

## 過去の開催地
| - IJET-1 1990年 箱根 - IJET-2 1991年 アメリカ（サンフランシスコ） - IJET-3 1992年 富士吉田市 - IJET-4 1993年 オーストラリア（ブリスベーン） - IJET-5 1994年 浦安市 - IJET-6 1995年 カナダ（バンクーバー） - IJET-7 1996年 横浜市 - IJET-8 1997年 英国（シェフィールド） - IJET-9 1998年 横浜市 - IJET-10 1999年 アメリカ（オースティン） - IJET-11 2000年 京都市 - IJET-12 2001年 アメリカ（モントレー） - IJET-13 2002年 横浜市 | - IJET-14 2003年 アイルランド（ダブリン） - IJET-15 2004年 横浜市 - IJET-16 2005年 アメリカ（シカゴ） - IJET-17 2006年 神戸市 - IJET-18 2007年 英国（バース） - IJET-19 2008年 沖縄市 - IJET-20 2009年 オーストラリア（シドニー） - IJET-21 2010年 宮崎市 - IJET-22 2011年 アメリカ（シアトル） - IJET-23 2012年 広島市 - IJET-24 2013年 アメリカ（ハワイ） - IJET-25 2014年 東京 |